# Aarau
Aarau là thủ phủ của bang phía bắc của Thụy Sĩ Aargau. Thành phố này cũng là thủ phủ của huyện Aarau. Đây là khu vực nói tiếng Đức và chủ yếu là theo Tin lành. Aarau nằm trên cao nguyên Thụy Sĩ, trong thung lũng Aar, bên bờ phải của sông, và ở chân phía nam của dãy núi Jura, và là phía tây Zürich. Thành phố giáp giới với bang Solothurn về phía tây. Đây là thành phố lớn thứ ba ở Aargau sau Wettingen và Baden. Vào đầu năm 2010 Rohr đã trở thành một vùng ngoại ô của Aarau.